# José Luis Laguía
José Luis Laguía Martínez (Pedro Muñoz, 30 settembre 1959) è un ex ciclista su strada spagnolo.
Professionista dal 1980 al 1993, vinse un'edizione della Vuelta al País Vasco, un titolo nazionale e quattro tappe alla Vuelta a España, competizione in cui, con cinque affermazioni, detiene il record di successi nella classifica degli scalatori.

## Carriera
Laguía conseguì successi di tappa e vittorie nella classifica scalatori in molte delle brevi corse a tappe spagnole e in altre maggiori: oltre alla Vuelta a España infatti, si affermò anche nella Vuelta al País Vasco e nella Volta Ciclista a Catalunya.
Dopo il ritiro dalle corse svolse l'attività di direttore sportivo per alcuni anni nella categoria dei dilettanti e successivamente fece parte della Associazione internazionale dei ciclisti professionisti e diventò consulente tecnico della Vuelta a España.

## Palmarès
- 1980 (Reynolds, due vittorie)

3ª tappa Vuelta a Asturias
3ª tappa, 2ª semitappa Vuelta a los Valles Mineros
- 1981 (Reynolds, una vittoria)

3ª tappa Vuelta a Asturias
- 1982 (Reynolds, dieci vittorie)

Campionati spagnoli, Prova in linea
1ª tappa Volta Ciclista a Catalunya (Castell-Platja d'Aro > Ogassa)
2ª tappa, 2ª semitappa Volta Ciclista a Catalunya (Barcellona > Barcellona)
6ª tappa Vuelta a España (Logroño > Saragoza)
9ª tappa Vuelta a España (Artesa de Segre > Puigcerdá)
11ª tappa Vuelta a España (Sant Quirze del Vallès > Barcellona)
2ª tappa Costa de Azahar
4ª tappa Setmana Catalana (Organyà > Viladecans)
Classifica generale Vuelta al País Vasco
Classifica generale Vuelta a Burgos
- 1983 (Reynolds, cinque vittorie)

1ª tappa Vuelta a Cantabria
Classifica generale Vuelta a Cantabria
Clásica a los Puertos de Guadarrama
5ª tappa Vuelta a Burgos
16ª tappa Vuelta a España (Valladolid > Salamanca)
- 1984 (Reynolds, due vittorie)

5ª tappa, 1ª semitappa Vuelta a los Valles Mineros
2ª tappa Grand Prix du Midi Libre
- 1985 (Reynolds, una vittoria)

1ª tappa Vuelta al País Vasco (Vera de Bidasoa > Ibardin)
- 1986 (Reynolds, due vittorie)

Classifica generale Vuelta a la Rioja
1ª tappa Vuelta a los Tres Cantones
- 1988 (Reynolds, una vittoria)

1ª tappa Vuelta a Castilla y León (Avila > Avila)

### Altri successi
- 1981 (Reynolds)

Classifica scalatori Vuelta a España
- 1982 (Reynolds)

Classifica scalatori Vuelta a España
Classifica scalatori Vuelta al País Vasco
- 1983 (Reynolds)

Classifica scalatori Vuelta a España
Classifica scalatori Volta Ciclista a Catalunya
Classifica scalatori Setmana Catalana
- 1984 (Reynolds)

Classifica scalatori Setmana Catalana
Vuelta Camp de Morvedre
- 1985 (Reynolds)

Classifica scalatori Vuelta a España
- 1986 (Reynolds)

Classifica scalatori Vuelta a España
Trofeo Masferrer
- 1991 (Artiach)

Classifica scalatori Vuelta al País Vasco

## Piazzamenti

### Grandi Giri
- Giro d'Italia

1988: 30º
- Tour de France

1983: ritirato (10ª tappa)
1984: 41º
1985: ritirato (9ª tappa)
1986: 121º
1987: 43º
- Vuelta a España

1980: 21º
1981: 7º
1982: 5º
1983: 24º
1984: 19º
1985: 27º
1986: 25º
1987: 29º
1988: 17º
1989: 44º
1990: 23º
1991: ritirato (4ª tappa)
1992: non partito (18ª tappa)

### Competizioni mondiali
- Campionati del mondo

Sallanches 1980 - In linea: ritirato
Goodwood 1982 - In linea: ritirato